# Pampasgräs
Pampasgräs (Cortaderia selloana) är en art i familjen gräs (Poaceae) som förekommer naturlig i den sydamerikanska pampas i Argentina, Uruguay och Brasilien.
Det är även ett ståtligt, i trädgårdar ofta odlat dekorationsgräs, bildande en stor tuva av långa smala, mot jorden bågböjda blad, ur vilken de 2 till 3 meter höga stjälkarna uppväxer. Blomställningen är en stor praktfull, plymlik, silverglänsande, stundom rödskimrande vippa. Vipparna bibehåller torkade sitt vackra utseende och användas därför till makartbuketter.
Bladen av pampasgräs används i Sydamerika allmänt till taktäckning.